# Campeonato Europeu de Halterofilismo de 1930
O 22º Campeonato Europeu de Halterofilismo foi realizado em Munique, na Alemanha entre 23 a 24 de outubro de 1930. Foram disputadas cinco categorias.

## Medalhistas
| Evento    | Ouro                        | Ouro     | Prata                      | Prata    | Bronze                       | Bronze   |
| --------- | --------------------------- | -------- | -------------------------- | -------- | ---------------------------- | -------- |
| 60 kg     | Eugen Mühlberger · Alemanha | 280,0 kg | Hans Wölpert · Alemanha    | 280,0 kg | Raymond Suvigny · França     | 270,0 kg |
| 67,5 kg   | Hans Haas · Áustria         | 317,5 kg | René Duverger · França     | 300,0 kg | Robert Fein · Áustria        | 292,5 kg |
| 75 kg     | Kurt Helbig · Alemanha      | 337,5 kg | Carlo Galimberti · Itália  | 332,5 kg | Karl Hipfinger · Áustria     | 305,0 kg |
| 82,5 kg   | Louis Hostin · França       | 350,0 kg | Jakob Vogt · Alemanha      | 340,0 kg | Josef Zeman · Áustria        | 340,0 kg |
| + 82,5 kg | Sayed Noseir · Egito        | 375,0 kg | Rudolf Schilberg · Áustria | 370,0 kg | Josef Straßberger · Alemanha | 370,0 kg |

## Quadro de medalhas
| Ordem | País     | Medalha de ouro | Medalha de prata | Medalha de bronze | Total |
| ----- | -------- | --------------- | ---------------- | ----------------- | ----- |
| 1     | Alemanha | 2               | 2                | 1                 | 5     |
| 2     | Áustria  | 1               | 1                | 3                 | 5     |
| 3     | França   | 1               | 1                | 1                 | 3     |
| 4     | Egito    | 1               | 0                | 0                 | 1     |
| 5     | Itália   | 0               | 1                | 0                 | 1     |
| Total | Total    | 5               | 5                | 5                 | 15    |